# لغز المدينة
لغز المدينة هو برنامج رسوم متحركة أمريكي كندي 27 أغسطس 1999 تم بثه في الأصل كجزء من مجموعة برامج الرسوم المتحركة لـ BKN واستمر عرضه حتى 3 يونيو 2000 وتمت دبلجة المسلسل للغة العربية. كانت فرضية القصة هي أن الفضائيين كانوا يعيشون بين البشر على مر العصور ، وكانوا أصل العديد من المخلوقات التي يعرفها البشر من الخرافات والفولكلور والأساطير ، بما في ذلك مصاصو الدماء والمستذئبون.
تم عرض جزء البرنامج لأول مرة في عام 1992. كان العرض جزءًا من حملة BKN لإعادة اختراع نفسها. في أكتوبر 2019 ، تم الإعلان عن أن انترتيمنت 41 ستنتج إعادة تشغيل للرسوم المتحركة من ثماني حلقات تم إنشاؤها بواسطة الكمبيوتر ، والتي سيتم عرضها لأول مرة في خريف 2021.

## روابط خارجية
- لغز المدينة على موقع IMDb (الإنجليزية)
- لغز المدينة على موقع كينوبويسك (الروسية)
- لغز المدينة على موقع قاعدة بيانات الفيلم (الإنجليزية)
- Roswell Conspiracies: Aliens Myths and Legends - Game Walkthrough
- RLJ's BKN Fan Page
- Discussion at Fireflyfans.net
- BKN DVD Release #1
- Opening Credits on Youtube
- Epoch Ink Animation Series Article
- Wicked Witch official site